# Porteño
Porteño (mask.) och porteña (fem.) betyder ungefär "hamnbo". Det är smeknamn på invånarna i flera spanskspråkiga städer, inklusive Buenos Aires i Argentina och Valparaiso i Chile.